# Aril Wretblad
Per Aril Wretblad, född 26 juli 1972 i Nacka, är en svensk filmfotograf.
Wretblad har vunnit två Guldbaggar för bästa foto. Dels 2006 för Zozo och dels 2011 för Snabba Cash. Wretblad nominerades 2020 för bästa foto för Eld & lågor.

## Filmfoto (i urval)
- 1997 – Innan dagen
- 2000 – Jalla! Jalla!
- 2002 – Smådeckarna
- 2003 – Kopps
- 2004 – Tæl til 100
- 2005 – Zozo
- 2005 – 7 miljonärer
- 2006 – Lasse-Majas detektivbyrå (TV-serie)
- 2008 – Lasse-Majas detektivbyrå – Kameleontens hämnd
- 2008 – Pälsen
- 2010 – Snabba Cash
- 2012 – Våra vänners liv
- 2012 – Snabba Cash II
- 2019 – Eld & lågor
- 2021 – Max Anger – With one eye open (TV-serie)
- 2021 – Knutby (TV-serie)
- 2021 – Den osannolika mördaren (TV-serie)